# آن روبنسون (فنانة زجاجية)
آن روبنسون (بالإنجليزية: Ann Robinson)‏ (مواليد 1944) هي فنانة بالنت على الزجاج من نيوزيلندا، تشتهر دوليًا بعملها في صب الزجاج. حصلت على جائزة وسام الاستحقاق النيوزيلندي في 2001، وجائزة «إنجازات مدى الحياة» من قبل جمعية فن الزجاج الأمريكية في عام 2006، وهي حائزة على جائزة مؤسسة الفنون في نيوزيلندا في 2006.
التحقت روبنسون لأول مرة بمدرسة إيلام للفنون الجميلة في أواخر الستينيات وتخصصت في النحت مع صب البرونز. غادرت روبنسون قبل التخرج لكنها عادت بعد انقطاع دام 15 عامًا. عندما عادت في أواخر السبعينيات درست نفخ الزجاج الذي كان متاحًا في ذلك الوقت. خلال هذا الوقت بدأت أيضًا في تجربة صب الشمع المفقود بالزجاج.

## أوسمة وجوائز
- 2006 - جائزة الإنجاز مدى الحياة من جمعية الزجاج الأمريكية لخدمات الزجاج
- 2006 - حائزة على جائزة مؤسسة الفنون النيوزيلندية
- 2006 - جائزة مدينة وايتاكيري للفنون
- 2002 - جائزة جون بريتن للمساهمة في التصميم
- 2001 - وسام الاستحقاق النيوزيلندي لخدمات فن الزجاج ، في حفل عيد ميلاد الملكة لعام 2001 [9]
- 1987 - جائزة وينستون بينالي
- 1986 - جائزة فيليبس للزجاج
- 1984 - جائزة فيليبس للزجاج